# Carl Otto Mörner
Carl Otto Mörner (22. maj 1781 – 17. august 1868) var en svensk baron, der i Sverige er kendt som kungamakaren eller kongemageren på dansk, da han er tildelt en stor del af æren for at Bernadotte-slægten, som Dronning Ingrid udspringer fra, besteg den svenske trone i begyndelsen af 1800-tallet.